# Чаморо (језик)
Чаморо или чаморски (чам. Finu' Chamorro или Chamoru) језик је којим говоре припадници народа Чаморо (Чаморои) на острву Гвам и Северним Маријанским Острвима.
Говори га око 60.000 људи. 
Чаморо језик припада групи аустронежанских језика. На њега је јако утицао шпански језик. 

## Пример текста
Члан 1 Универзалне декларације о људским правима
```
-{Todo taotao siha man mafanago libertao yan pareho gi dignidad yan derecho siha, 
man manae siha hinaso yan consiencia yan debe de ufatinas contra uno yan otro gi 
un espiritun chumelo.}-

```

### Основни изрази
- — Гвам
- — хвала
- — здраво